# Merete Juhl
Merete Juhl, född 10 augusti 1972 i Røved, Favrskovs kommun, Danmark är en diplomat och näringslivsperson.
Juhl tog 1998 en masterexamen i europeisk politik vid College of Europe och tog 1999 en kandidatexamen i statsvetenskap vid Århus universitet.  Mellan 2000 och 2022 hade hon olika tjänster vid Udenrigsministeriet. Hon var ambassadör i Ukraina, Georgien och Armenien, med stationering i Kyjiv 2013 till 2015, hon var därefter ambassadör i Förenade arabemiraten och Qatar samt Danmarks representant vid IRENA 2015 till 2018 och var stationerad i Abu Dhabi. Mellan 2018 och 2022 var hon ambassadör i Libanon och Jordanien samt chargé d’affaires i Syrien och var stationerad i Beirut.
Hon köpte 2021 herrgården Store Flinterup. Sedan augusti 2022 är hon vd för Landbrug & Fødevarer.